# Anton Menger

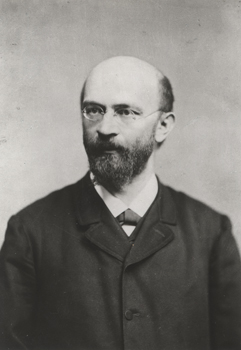
Anton Menger um 1890. Fotograf Josef Löwy.

Anton Menger von Wolfensgrün (* 12. September 1841 in Maniów, Galizien; † 6. Februar 1906 in Rom, Italien) war ein österreichischer Jurist und Sozialtheoretiker, der neben seiner Hochschul-Tätigkeit sich vorwiegend der Propagierung sozialistischer Schriften auf juristischem Hintergrund widmete.
In den 1890er Jahren beschäftigte er sich auch mit mathematischen Problemen und veröffentlichte unter dem Pseudonym Dr. Julius Bergbohm.

## Leben und Werk

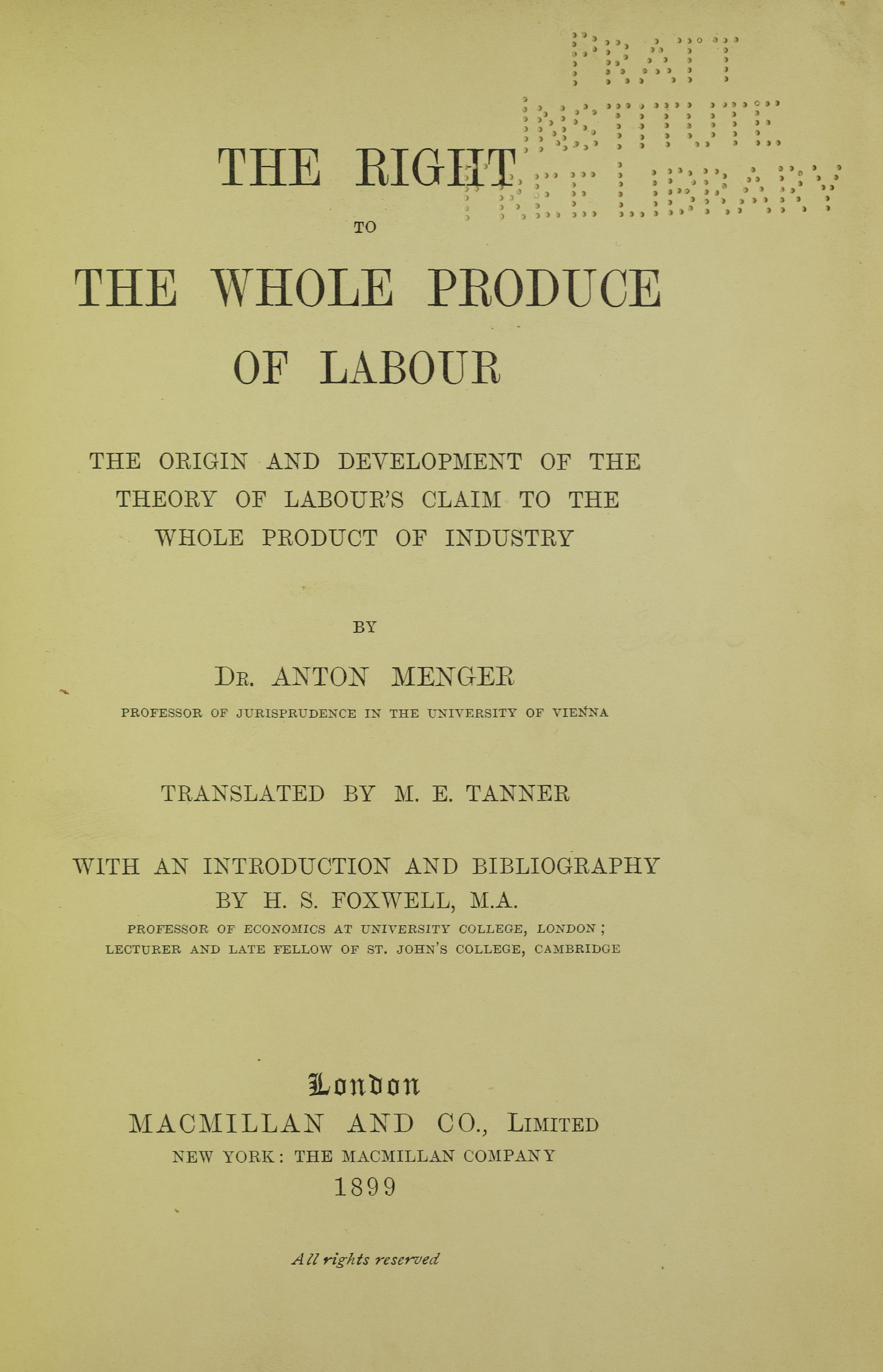
Recht auf den vollen Arbeitsertrag in geschichtlicher Darstellung, 1899

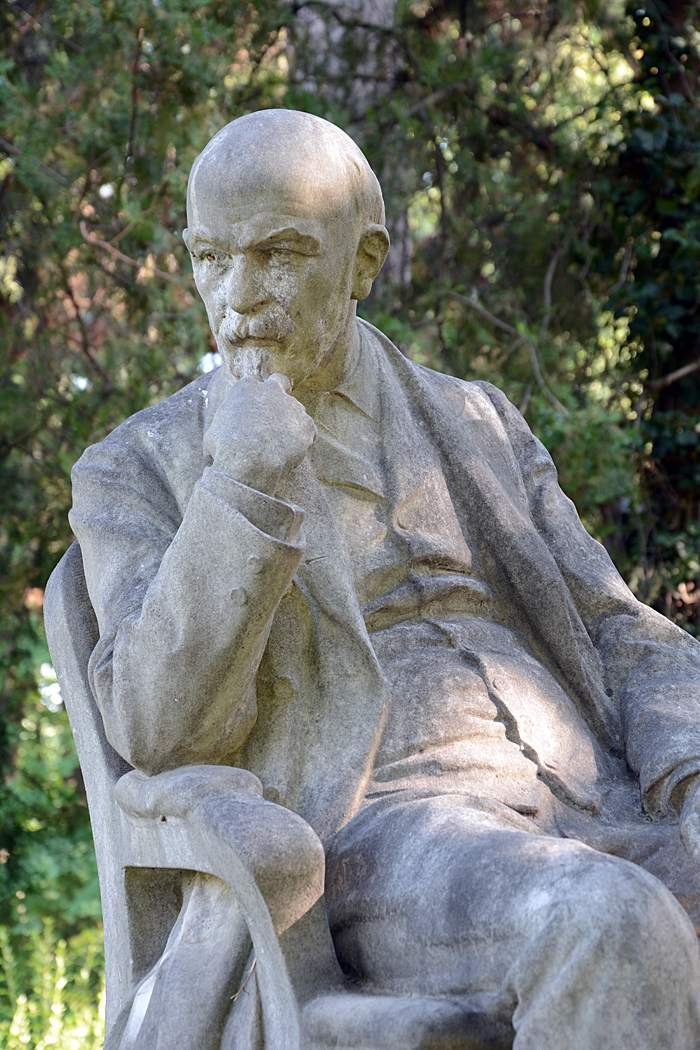
Figur von Anton Menger auf seinem Grab auf dem Wiener Zentralfriedhof von Richard Kauffungen

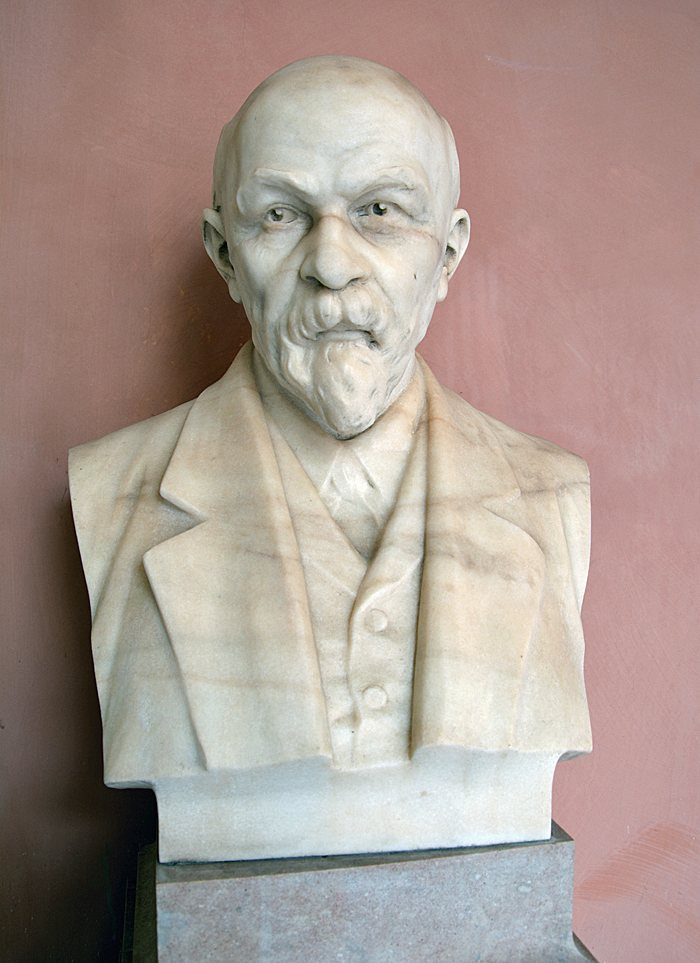
Büste von Anton Menger in der Universität Wien von Richard Kauffungen

Anton Menger war der Sohn von Anton Menger von Wolfensgrün und von Karoline, geb. Gerzabek. Seine Brüder waren der Finanzjurist Max Menger und der bekannte Ökonom Carl Menger. Menger besuchte von 1847 bis 1851 die Volksschule in Biala danach er die Realschule und von 1852 bis 1856 das katholische „k. k. Gymnasium Teschen“. Die letzten beiden Schuljahre verbrachte er auf dem „k. k. Ober-Gymnasium Troppau“. Am 28. Jänner 1860 bestand er als externer die Maturiatsprüfung in Krakau. Er studierte Rechtswissenschaft an der Universität Wien ab dem Wintersemester 1860. Am 25. Juli 1865 promovierte er an der Wiener Universität. 1869 wurde er Rechtsanwalt. 1872 habilitierte er sich für österreichisches Zivilprozessrecht. Er war von 1875 bis 1899 als Universitätsprofessor für Zivilprozessrecht in Wien tätig; dort war er auch von 1895/96 Rektor und Dekan 1880/81 sowie 1887/88.
Mengers Thesen und sein Argumentieren sind vor dem Hintergrund einer sich veränderten Gesellschaftsordnung zu sehen, die ab Mitte des 19. Jahrhunderts geprägt durch Wirtschaftskrise (1873) und soziale Frage nach Antworten auf eine liberale Politik („unsichtbare Hand“ Adam Smith) sucht und dabei nach mehr sozialer Gerechtigkeit strebt. Sein juristisches Interesse lässt ihn dabei anders als Karl Marx und Friedrich Engels vor allem von rechtstheoretischen Problemen ausgehen.
In der Rechtstheorie lehnt Menger die Begründung von Rechtsgrundsätzen durch das Naturrecht ab – er verlangt demgegenüber, die Geltung des Rechts jeweils an dessen Übereinstimmung mit den gegebenen sozialen Machtverhältnissen zu messen. Seine bekanntesten Bücher sind: „Das Recht auf den vollen Arbeitsertrag in geschichtlicher Darstellung“, „Das bürgerliche Recht und die besitzlosen Volksklassen“ und Die Neue Staatslehre. Als Advokat der besitzlosen Volksklassen wandte er sich entschieden auch gegen den 1888 veröffentlichten ersten Entwurf zum BGB nebst den fünfbändigen „Motiven“. Er monierte besonders, dass die Ausarbeitungen in juristisch-formal unverständlich formuliert seien und inhaltlich unausgewogen unsozial, da einem ungebändigten Manchester-Liberalismus Vorschub geleistet würde.
Bekannt ist sein Name auch in Verbindung mit der Sammlung sozialistischer Originalliteratur in Wien. Menger unternahm „Bücherreisen“ nach Paris, London und Berlin, von denen er sozialistische Spezialliteratur mitbrachte, die seine Bibliothek in der Welt einzigartig gemacht hat. Er vermachte seine Bibliothek der Universität Wien. Anfang der 1920er Jahre wurde Mengers Privatbibliothek von der Sozialwissenschaftlichen Studienbibliothek der Kammer für Arbeiter und Angestellte für Wien in Obhut genommen.
In "Juristen-Sozialismus" ("Die Neue Zeit. Revue des geistigen und öffentlichen Lebens". 5. Jg. (1887), Heft 2, S. 49–62) setzten sich Friedrich Engels und Karl Kautsky mit Mengers (1886) Kritik an Marxens "Kapital" und seinen Versuchen auseinander, den Sozialismus rechtstheoretisch zu begründen: "Der Nachweis wird versprochen, dass Marx ein Plagiator, und bewiesen, dass ein Wort, der 'Mehrwert', schon vor Marx, wenn auch in anderem Sinne gebraucht worden!"

## Ehrungen
- 1897 erhielt er den Titel Hofrat.
- Im Jahr 1919 wurde in Wien-Floridsdorf (21. Bezirk) die Mengergasse nach ihm benannt.
- Im Arkadenhof der Wiener Universität – der Ruhmeshalle der Universität – steht eine Büste Mengers. Im Rahmen von „Säuberungen“ durch die Nationalsozialisten Anfang November 1938 wurden zehn Skulpturen jüdischer oder vermeintlich jüdischer Professoren im Arkadenhof im Zusammenhang der „Langemarck-Feier“ umgestürzt oder mit Farbe beschmiert. Bereits zu diesem Zeitpunkt hatte der kommissarische Rektor Fritz Knoll eine Überprüfung der Arkadenhof-Plastiken veranlasst; auf seine Weisung hin wurden fünfzehn Monumente entfernt und in ein Depot gelagert, darunter diejenige von Anton Menger.[8] Nach Kriegsende wurden im Jahr 1947 alle beschädigten und entfernten Denkmäler wieder im Arkadenhof aufgestellt.

## Werke
- Die Zulässigkeit neuen thatsächlichen Vorbringens in den höheren Instanzen. Eine civilprocessualische Abhandlung. Alfred Hölder, Wien 1873. Digitalisat
- System des oesterreichischen Civilprocessrechts in rechtsvergleichender Darstellung. Alfred Hölder, Wien 1876. Digitalisat MDZ Reader[9]
- Ueber die Abschaffung des Beweis-Interlocutes und eine neue Anordnung des Civilverfahrens. Vortrag gehalten in der Juristischen Gesellschaft am 3. März 1879. Wien 1879. (Aus: Juristische Blätter, 1879, Heft 10 und 11)
- Die Lehre von den Streitparteien im österreichischen Civilproceß. Hölder, Wien 1880. (Aus: Zeitschrift für das Privat- und öffentliche Recht der Gegenwart, Bd. VII, Heft 4)
- Das Recht auf den vollen Arbeitsertrag in geschichtlicher Darstellung. Cotta, Stuttgart 1886. Digitalisat MDZ Reader.[10] 2. verb. Aufl. 1891 Digitalisat Internet Archive[11]
- Gutachten über die Vorschläge zur Errichtung einer eidgenössischen Hochschule für Rechts- und Staatswissenschaft. J. J. Schabelitz, Zürich 1889.
- Das Bürgerliche Recht und die besitzlosen Volksklassen. Eine Kritik des Entwurfs eines Bürgerlichen Gesetzbuches für das Deutsche Reich. H. Laupp. Tübingen 1890. Digitalisat 2. u. 3. Tsd. 1890 4. Aufl. 1908 Digitalisat Internet Archive.[12]
- Julius Bergbohm: Neue Rechnungsmethoden der höheren Mathematik. Selbstverlag, Stuttgart 1891. Digitalisat Internet Archive
- Julius Bergbohm: Neue Integrationsmethoden auf Grund der Potenzial-, Logarithmal- und Numeralrechnung. Selbstverlag, Stuttgart 1892. Digitalisat Göttinger Digitalisierungszentrum
- Julius Bergbohm: Entwurf einer neuen Integralrechnung auf Grund der Potenzial- Logarithmal- und Numeralrechnung. 2 Hefte. B. G. Teubner, Leipzig 1892/1893. Erstes Heft Digitalisat Internet Archive Zweites Heft Digitalisat Internet Archive
- Über die sozialen Aufgaben der Rechtswissenschaft. Inaugurationsrede gehalten am 24. Oktober 1895 bei Übernahme des Rektorats der Wiener Universität. Braumüller, Wien 1895. Digitalisat 2. Aufl. 1905 Digitalisat.
- Neue Staatslehre. Gustav Fischer, Jena 1903. Digitalisat.[13]
- Neue Sittenlehre. Gustav Fischer, Jena 1905. Digitalisat.[14]
- Volkspolitik. Gustav Fischer, Jena 1906. Digitalisat[15]